# Dugh

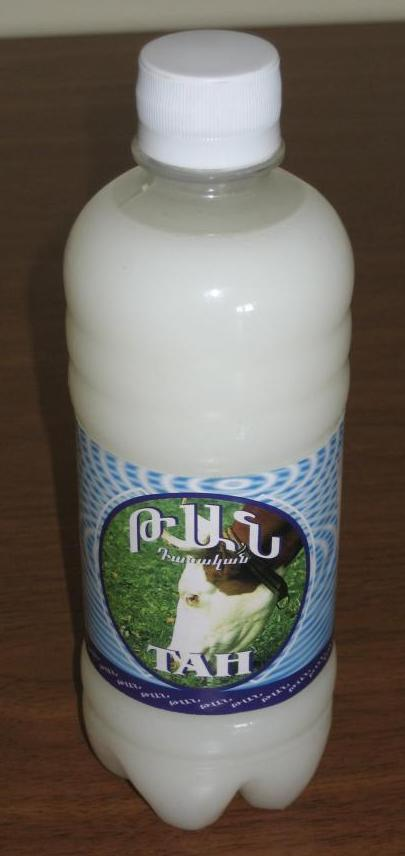
En flaska dugh till försäljning i Armenien

Dugh (från persiska: دوغ), stavas även doogh, är en iransk dryck gjord av yoghurt, vatten och salt. Dugh är populär i Iran, Afghanistan, Kurdistan, Armenien, Tadzjikistan och bland persisktalande överhuvudtaget.
Drycken har även spridits till Västeuropa och USA genom iranska och afghanska immigranter och finns till försäljning i Sverige. 
Dugh kan smaksättas med peppar eller krossad mynta. Enligt traditionell iransk matfilosofi betraktas yoghurt som "kall" och behöver balanseras med "varma" kryddor. 